# Lyciasalamandra helverseni
Lyciasalamandra helverseni är en salamander som finns på några grekiska öar. 

## Utseende
Ryggsidan är mörkbrun, ibland med en rödviolett anstrykning, och täckt med små och spridda, gula fläckar. Parotidkörtlarna är svarta, och ben och svans är bruna, men ljusare än ryggen. Sidorna är vita, ibland med blåaktiga fläckar. Buksidan är opigmenterad, med undantag för undersidan av svansen som är gulorange. Längden är upptill 14 cm.

## Utbredning
Arten finns bara på tre grekiska öar, Karpathos, Kassos och Nisída Sariá i den sydöstra Egeiska övärlden.

## Beteende
Arten förekommer i klippig buskterräng. Den är helt landlevande, och föder fullt utvecklade ungar.

## Status
Lyciasalamandra helverseni betraktas som sårbar ("VU", underklassifikation "D2"), men populationen är stabil, och artens status beror främst på det mycket begränsade utbredningsområdet. Vissa farhågor för att insamling för att handeln med sällskapsdjur skulle vara skadlig finns, men det finns inga egentliga indikationer på att det skulle innebära ett reellt hot. Populationen på ön Kassos betraktas emellertid som hotad.